# Zonsverduisteringen van 1371 t/m 1380
De periode 1371 t/m 1380 bevat 20 zonsverduisteringen. Deze zijn onderverdeeld in de volgende typen:
- 5 totale
- 8 ringvormige
- 2 hybride
- 5 gedeeltelijke

## Overzicht
Onderstaand overzicht bevat alle details van deze zonsverduisteringen.
| Datum        | UTC op Max | Type         | Stijl                         | Saros nr | Magni- tude | Lengte op Max | Coördinaten op Max |
| ------------ | ---------- | ------------ | ----------------------------- | -------- | ----------- | ------------- | ------------------ |
| 9 okt. 1371  | 09:55:25   | gedeeltelijk |                               | 104      | 0.7952      | -             | 61.3n 101.7o       |
| 4 apr. 1372  | 16:09:02   | hybride      | centraal                      | 109      | 1.0143      | 1m 22s        | 3.1z 54.4w         |
| 27 sep. 1372 | 17:53:15   | hybride      | centraal                      | 114      | 1.0121      | 1m 7s         | 11.9n 80.4w        |
| 24 mrt. 1373 | 23:35:23   | ringvormig   | centraal                      | 119      | 0.9561      | 4m 15s        | 32.7n 170.9o       |
| 17 sep. 1373 | 08:14:16   | totaal       | centraal                      | 124      | 1.0573      | 4m 33s        | 21.0z 44.0o        |
| 14 mrt. 1374 | 00:29:08   | gedeeltelijk |                               | 129      | 0.4957      | -             | 60.9n 85.1o        |
| 7 sep. 1374  | 00:48:07   | gedeeltelijk |                               | 134      | 0.8345      | -             | 61.0z 84.0o        |
| 1 feb. 1375  | 09:57:38   | ringvormig   | centraal                      | 101      | 0.9586      | 2m 39s        | 66.8z 118.4o       |
| 29 juli 1375 | 03:50:53   | ringvormig   | centraal                      | 106      | 0.9876      | 0m 54s        | 62.3n 165.3o       |
| 21 jan. 1376 | 20:15:01   | totaal       | centraal                      | 111      | 1.0225      | 1m 58s        | 29.5z 113.5w       |
| 17 juli 1376 | 08:13:14   | ringvormig   | centraal                      | 116      | 0.9533      | 5m 30s        | 22.2n 60.3o        |
| 10 jan. 1377 | 11:19:31   | totaal       | centraal                      | 121      | 1.0469      | 4m 19s        | 6.1n 6.5o          |
| 6 juli 1377  | 08:43:28   | ringvormig   | centraal                      | 126      | 0.9484      | 6m 24s        | 22.8z 40.2o        |
| 31 dec. 1377 | 02:38:10   | gedeeltelijk |                               | 131      | 0.7234      | -             | 64.3n 112.2o       |
| 25 juni 1378 | 12:45:16   | gedeeltelijk |                               | 136      | 0.1976      | -             | 64.8z 34.2w        |
| 20 nov. 1378 | 21:36:04   | ringvormig   | niet centraal geen zuiddgrens | 103      | 0.9635      | -             | 68.1z 45.5o        |
| 16 mei 1379  | 16:28:59   | totaal       | centraal                      | 108      | 1.0668      | 5m 7s         | 47.0n 70.5w        |
| 9 nov. 1379  | 22:10:29   | ringvormig   | centraal                      | 113      | 0.9195      | 9m 29s        | 38.3z 158.0w       |
| 5 mei 1380   | 09:34:58   | totaal       | centraal                      | 118      | 1.0732      | 6m 52s        | 1.5n 39.2o         |
| 28 okt. 1380 | 22:00:47   | ringvormig   | centraal                      | 123      | 0.9395      | 8m 1s         | 4.9n 148.4w        |

### Legenda
| Kolomhoofd         | Uitleg                                                                                                |
| ------------------ | --- |
| Datum              | Datum op het moment van het maximum van de eclips                                                     |
| UTC op Max         | Tijd in UTC op het moment van het maximum van de eclips                                               |
| Type               | Type van de eclips                                                                                    |
| Stijl              | Binnen een type zijn verschillende stijlen mogelijk                                                   |
| Sarosnr            | Het nr van de sarosreeks waartoe de eclips behoort                                                    |
| Magnitude          | Percentage van verduistering van de middellijn van de zon op het moment van het maximum van de eclips |
| Lengte op Max      | Tijdsduur van de eclips op de plek met het maximum                                                    |
| Coördinaten op Max | Coördinaten op het moment van het maximum van de eclips                                               |